# Тромелло
Тромелло (итал. Tromello) — коммуна в Италии, располагается в регионе Ломбардия, подчиняется административному центру Павия.
Население составляет 3774 человек, плотность населения составляет 97 чел./км². Занимает площадь 35 км². Почтовый индекс — 27020. Телефонный код — 0382.
Покровителем коммуны почитается святитель Мартин Турский, празднование 11 ноября.
В 2019 году мэром Тромелло был избран 40-летний юрист Джанмарко Негри (итал. Gianmarco Negri), ставший первым трансгендерным мэром в Италии.